# Gentianeae
Gentianeae Dumort., 1829 è una tribù di piante angiosperme della famiglia Gentianaceae.

## Distribuzione e habitat
Le specie di questa tribù sono ampiamente distribuite nella zona temperata di Nord America, Sud America, Europa, Asia, Australia.

## Tassonomia
La tribu comprende 22 generi in 2 sottotribù:
- Tribù Gentianeae Dumort.
  - Sottotribù Gentianinae G.Don
    - Crawfurdia Wall.
    - Gentiana Tourn. ex L.
    - Kuepferia Adr.Favre
    - Metagentiana T.N.Ho & S.W.Liu
    - Sinogentiana Adr.Favre & Y.M.Yuan
    - Tripterospermum Blume

  - Sottotribù Swertiinae (Griseb.) Rchb.
    - Bartonia Muhl. ex Willd.
    - Comastoma Toyok.
    - Frasera Walter
    - Gentianella Moench
    - Gentianopsis Ma
    - Halenia Borkh.
    - Jaeschkea Kurz
    - Latouchea Franch.
    - Lomatogoniopsis T.N.Ho & S.W.Liu
    - Lomatogonium A.Braun
    - Megacodon (Hemsl.) Harry Sm.
    - Obolaria L.
    - Pterygocalyx Maxim.
    - Sinoswertia T.N.Ho, S.W.Liu & J.Q.Liu
    - Swertia L.
    - Veratrilla Franch.

### Alcune specie

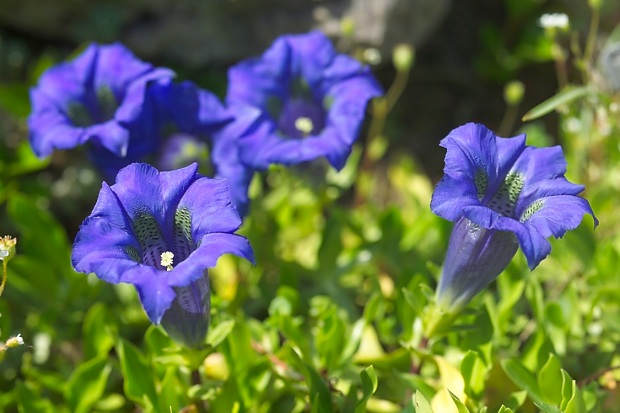
Gentiana acaulis
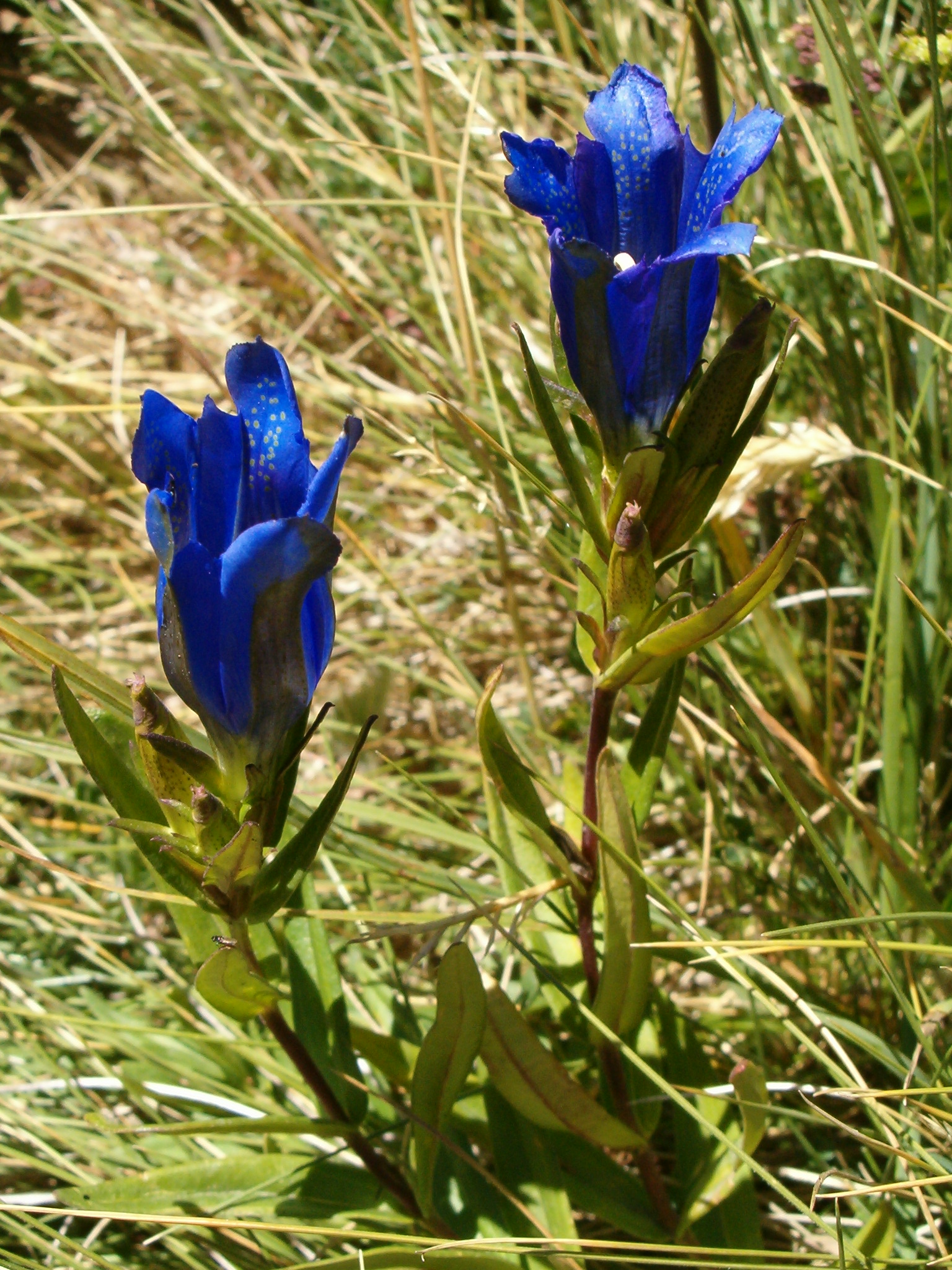
Gentiana pneumonanthe
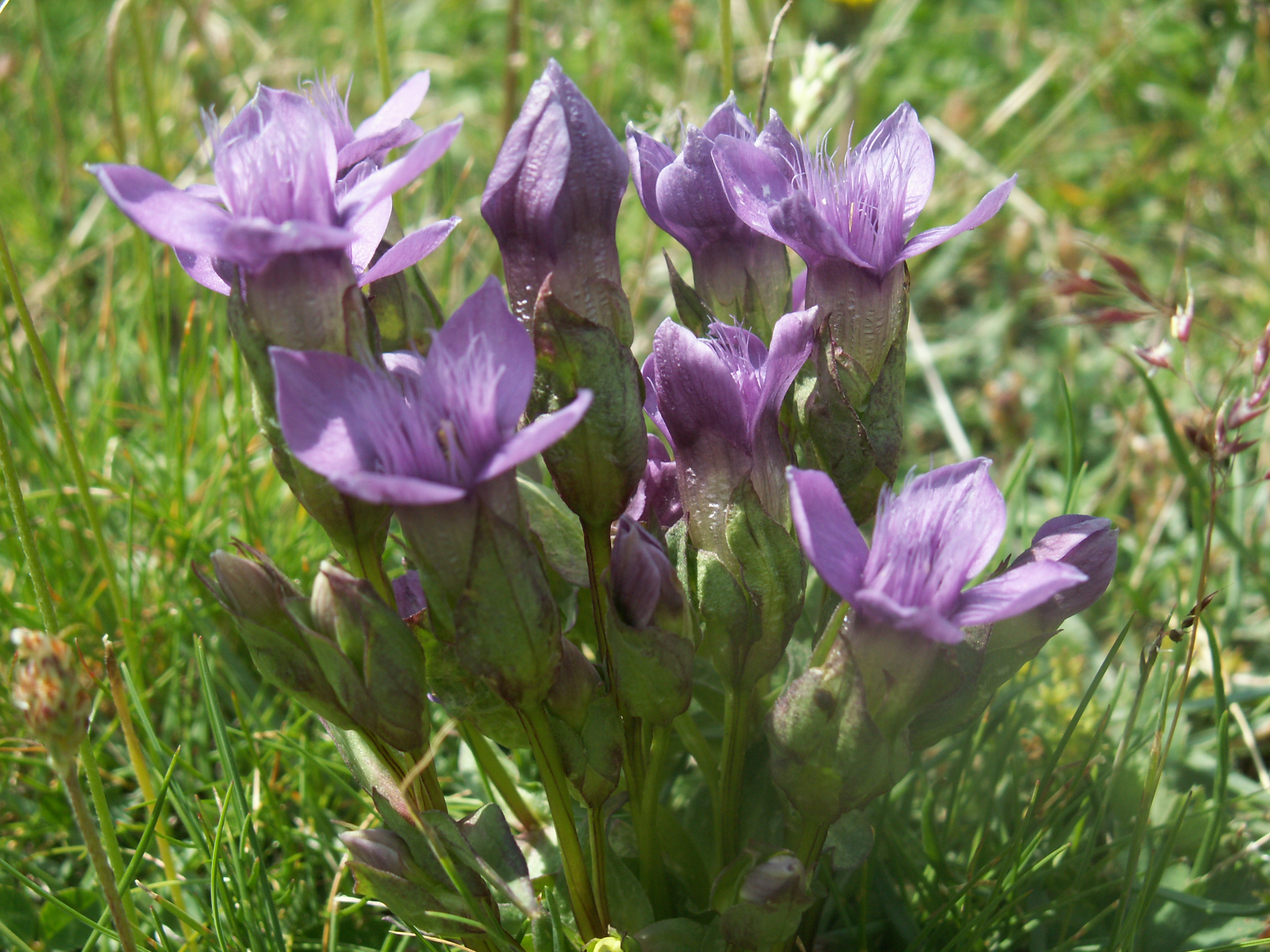
Gentianella campestris
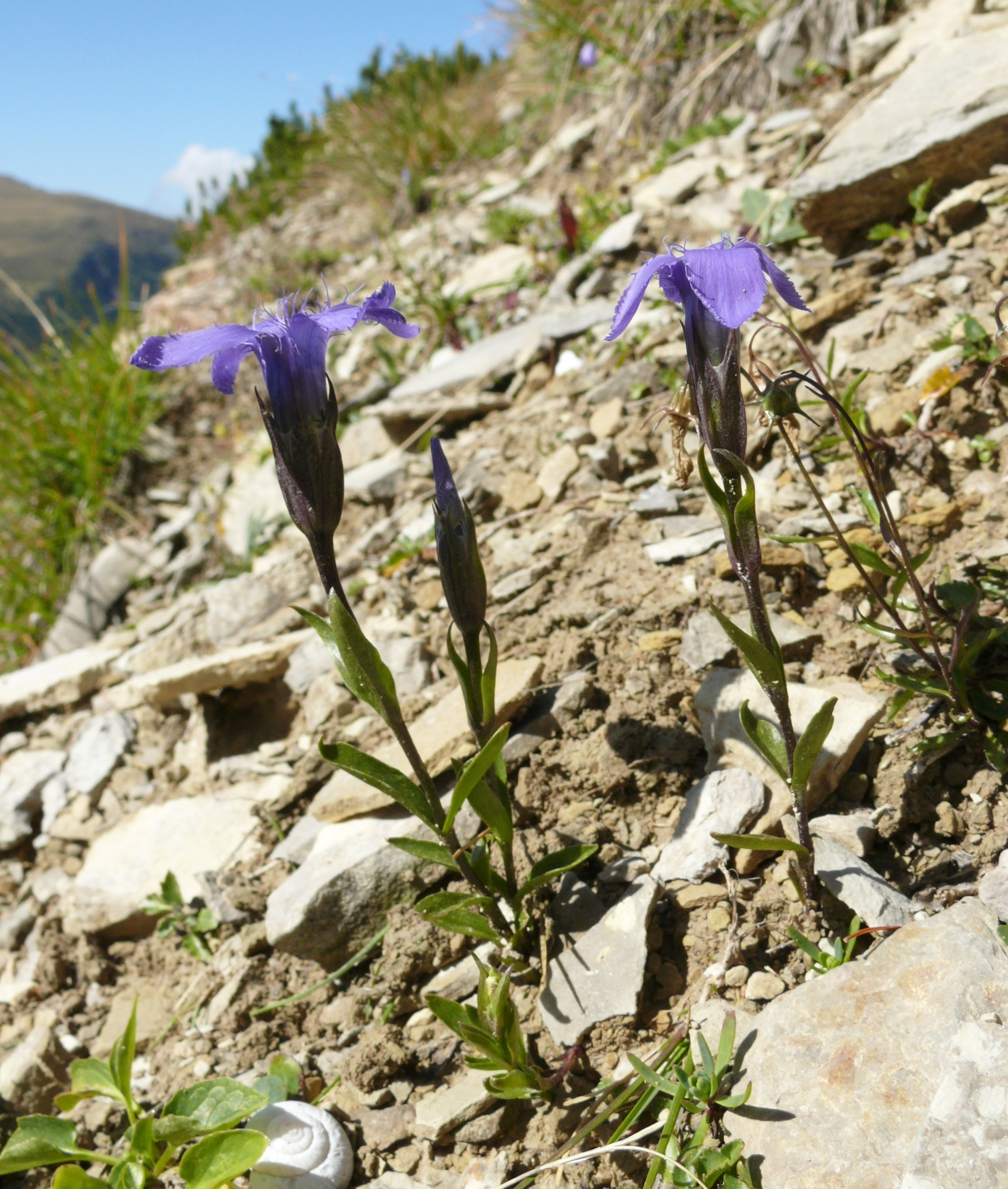
Gentianopsis ciliata
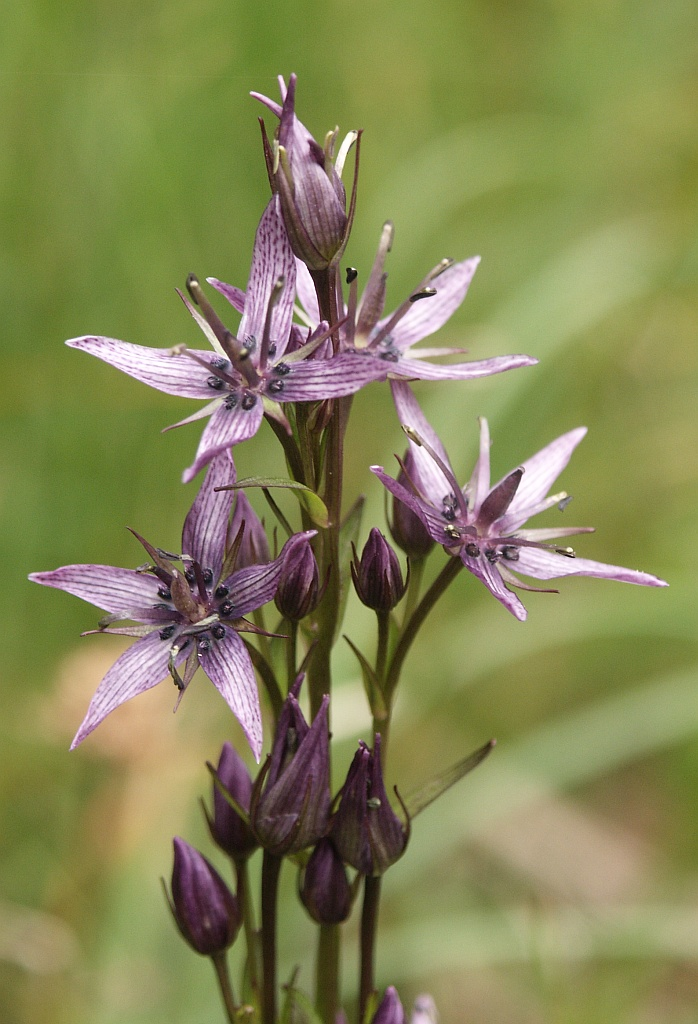
Swertia perennis